# Savarkundla
Savarkundla é uma cidade e um município no distrito de Amreli, no estado indiano de Gujarat.

## Demografia
Segundo o censo de 2001, Savarkundla tinha uma população de 73 695 habitantes. Os indivíduos do sexo masculino constituem 51% da população e os do sexo feminino 49%. Savarkundla tem uma taxa de literacia de 65%, superior à média nacional de 59,5%: a literacia no sexo masculino é de 72% e no sexo feminino é de 58%. Em Savarkundla, 13% da população está abaixo dos 6 anos de idade.